# KYOKUTO ROMANCE
KYOKUTO ROMANCE（キョクトウロマンス）は、日本のロックバンド。2019年結成。

## 概要
- 2019年3月29日結成。レコード会社の関係者を介しAnli PollicinoのShindyとAiliph DoepaのDonaldy Ketchup(Tetsufumi) が下北沢の居酒屋で出会いバンド結成へと至る。初対面で朝まで飲み明かし彼の人間性に惚れたと後のインタビューでTetsufumiが語っている。またAnli Pollicino活動終了後、ソロ活動を行なっていたShindyは、琢磨、Yo-1のコンビでないとバンド活動はもうやる気がなかったと語っている。
- バンド名の由来は極東に位置する日本から浪漫を届けたいという願いからきているが、結成発表当日の数時間前まで決まらなかった。
- 2019年7月24日 1st Album「0 -ZERO-」をリリース。
- 2019年8月1日 SHIBUYA RUIDO K2にてファンクラブ限定ONEMAN LIVEを行う。
- 同月、東京・高田馬場CLUB PHASE、愛知・名古屋ell. SIZE、大阪・福島LIVE SQUARE 2nd LINE、にて1st ONEMAN TOURを行う。いずれもチケットは全日完売となった。
- 2021年6月18日 コロナウイルスの影響によりライブ活動を自粛していた中、元REIGNのRyujiを新メンバーに迎え、ベーシストのメンバーチェンジを経て極東ロマンス再始動。
- 2022年4月10日 新生 極東ロマンス「1周年記念ONEMAN LIVE」を以ってeuclid egencyから独立。この公演からバンド名の表記を漢字表記からアルファベット表記のKYOKUTO ROMANCEへと変更している。

## メンバー
- Vocal：Shindy（シンディー）
  - 11月21日生まれ、さそり座
  - 大のアクセサリー好きで、シルバースタイルアクセマガジンに取り上げられたり、Lips&Tipsとのコラボアクセサリーをリリースしている。

- Guitar：琢磨（タクマ）
  - 12月23日生まれ、やぎ座
  - X JAPANのHIDEに強く影響を受けており、自身の髪色もそこからきている。

- Manipulator：Yo-1（ヨーイチ）
  - 10月22日生まれ、てんびん座
  - パートはマニピュレーター表記だが、ギター、DJ、メインコーラスもこなす。
  - 過去にヴィジュアル系なのに生活感がすごい人という事で有吉反省会にVTR出演している。

- Bass：Ryuji（リュージ）
  - 9月20日生まれ、おとめ座
  - 作家、アレンジャーとしても活動している。

- Drums：Tetsufumi（テツフミ）
  - 9月9日生まれ、おとめ座
  - Ailiph DoepaではDonaldy Ketchup名義で活動中。

## ディスコグラフィー

### シングル
| No. | タイトル                      | 発売日         | 備考                                                                      | 規格品番 |
| --- | ----------------------------- | -------------- | ------------------------------------------------------------------------- | -------- |
| 01  | Black Rain                    | 2019年4月30日  | 1st 配信 Single                                                           |          |
| 02  | Cyber Lover -仮想世界の女神-  | 2019年5月31日  | 2nd 配信 Single                                                           |          |
| 03  | Light Your Fire               | 2019年6月30日  | 3rd 配信 Single                                                           |          |
| 04  | 3 Steps to the ultimate BLACK | 2019年12月22日 | 3曲入り配信シングル 《収録曲》 1.白塗りの唇 2.壊れた浪漫 3.紙幣舞う降誕祭 |          |
| 05  | 当たり障りがないんだ          | 2021年6月19日  |                                                                           |          |
| 06  | また胸がギュっと痛い          | 2021年10月30日 |                                                                           |          |
| 07  | 焦ったいんだって 37℃          | 2021年12月27日 |                                                                           |          |
| 08  | JOKER                         | 2022年4月11日  | 三部作連続リリース 『Five Elements Conflict』 第一弾 デジタルシングル     |          |
| 09  | ONE LAST KISS                 | 2022年7月11日  | 三部作連続リリース 『Five Elements Conflict』 第二弾 デジタルシングル     |          |

### アルバム
| No. | タイトル | 発売日        | 備考 | 規格品番  | 最高位 |
| --- | -------- | ------------- | --- | --------- | ------ |
| 01  | 0 -ZERO- | 2019年7月24日 | 1st Album 《収録曲》 1.ZERO 2.Black Rain 3.DARAKE 4.Light Your Fire 5.絶滅 Death 6.Forever ever 6.Cyber Lover -仮想世界の女神- 7.TKO 8.Lose Game 9.天才奇才 10.ファティマ | EAZZ-5014 | -      |